# Asplenia buranensis
Asplenia buranensis là một loài bướm đêm trong họ Noctuidae.